# Silene baccifera

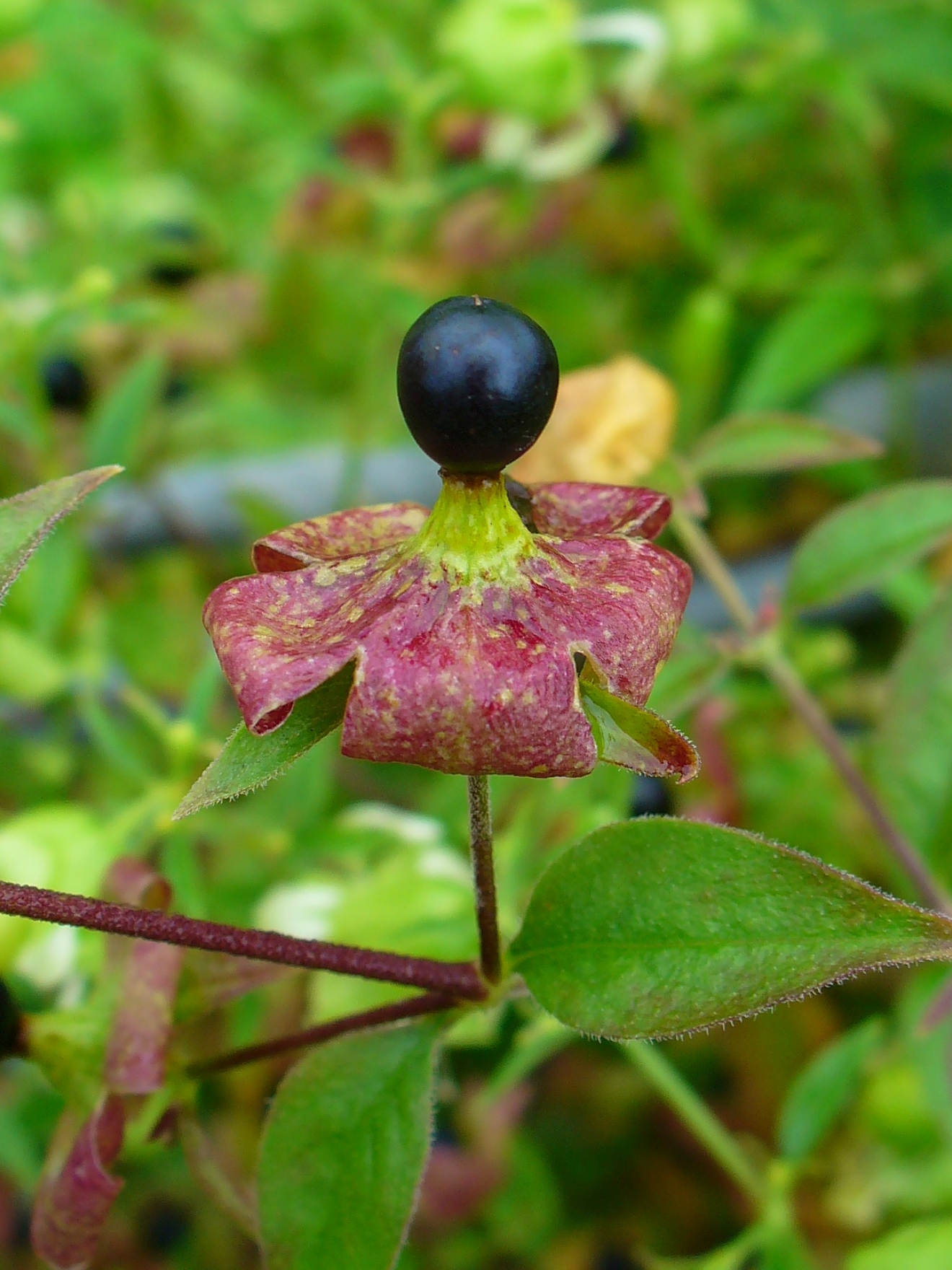
Frutos.

La belladona falsa o tomate del diablo (Silene baccifera) es una planta perenne perteneciente a la familia Caryophyllaceae. 

## Descripción
Dispersa, blancoamarillenta, perenne de hasta 1 m, se distingue por el fruto, una baya globular negra, rodeada por el persistente cáliz. Hojas ovadas puntiagudas. Flores de 1,8 mm aproximadamente de diámetro, inclinadas, con tubo del cáliz acampanado y con 5 dientes más largos, curvados en fruto. Pétalos blancoamarillentos, de lámina muy lobulada con escama basal larga. Florece en verano.

## Distribución y hábitat
Sur y centro de Europa. Vive en zonas umbrosas junto a la costa, setos, bosques, riberas de ríos y junto a las tapias.

## Taxonomía
Silene baccifera fue descrita por  (L.) Roth y publicado en Tentamen Florae Germanicae 2(1): 491. 1789.
Sinonimia
- Cucubalus baccatus Gueldenst. ex Ledeb.
- Cucubalus baccifer L.
- Cucubalus divaricatus Clairv.
- Cucubalus horizontalis Moench
- Cucubalus japonicus (Miq.) Vorosch.
- Lychnanthos scandens C.C.Gmel.
- Lychnanthos volubilis S.G.Gmel.
- Lychnis baccifera (L.) Scop.
- Scribaea baccifera (L.) Schur
- Scribaea cucubalus Borkh.
- Scribaea divaricata P.Gaertn., B.Mey. & Scherb.
- Silene baccifera var. japonicus (Miq.) H. Ohashi & H. Nakai
- Silene fissa Salisb.[1]